# Championnat d'Amérique du Sud de rugby à sept
Le championnat d'Amérique du Sud de rugby à sept est une compétition annuelle organisée par Sudamérica Rugby où s'affrontent les équipes nationales sud-américaines de rugby à sept. La compétition permet de se qualifier pour les principales compétitions de rugby à sept, coupe du monde, le tournoi de qualification de Hong Kong et aux Jeux olympiques.

## Historique
La compétition est créée en 2006. Elle prend la forme d'un tournoi disputé par les équipes d'Amérique du Sud se déroulant sur un week-end. L'Argentine domine la compétition et remporte 8 titres sur 9 possibles jusqu'à la réforme de 2015.
À partir de l'édition 2017, la compétition est disputée sur plusieurs tournois et des équipes étrangères sont invités pour disputer la compétition.

## Palmarès

### CONSUR Sevens (2006-2015)
| Année | Lieu                | Champion  | Deuxième  | Troisième | Quatrième |
| ----- | ------------------- | --------- | --------- | --------- | --------- |
| 2006  | Asunción            | Argentine | Chili     | Uruguay   | Paraguay  |
| 2007  | Viña del Mar        | Argentine | Chili     | Paraguay  | Uruguay   |
| 2008  | Punta del Este      | Argentine | Uruguay   | Chili     | Brésil    |
| 2009  | São José dos Campos | Argentine | Chili     | Uruguay   | Brésil    |
| 2010  | Mar del Plata       | Argentine | Uruguay   | Chili     | Brésil    |
| 2011  | Bento Gonçalves     | Argentine | Uruguay   | Brésil    | Chili     |
| 2012  | Rio de Janeiro      | Uruguay   | Argentine | Chili     | Paraguay  |
| 2013  | Rio de Janeiro      | Argentine | Uruguay   | Brésil    | Chili     |
| 2014  | Santiago            | Argentine | Uruguay   | Chili     | Brésil    |
| 2015  | Santa Fe            | Argentine | Uruguay   | Chili     | Colombie  |

### Sudamérica Sevens (depuis 2017)
| Année | Lieux                       | Champion                  | Deuxième  | Troisième | Quatrième |
| ----- | --------------------------- | ------------------------- | --------- | --------- | --------- |
| 2017  | Punta del Este Viña del Mar | Fidji                     | Argentine | Chili     | Uruguay   |
| 2018  | Punta del Este Viña del Mar | Afrique du Sud 7s Academy | France    | Uruguay   | Chili     |
| 2019  | Punta del Este Viña del Mar | Chili                     | Argentine | Portugal  | Uruguay   |
| 2020  | Valparaíso                  | Argentine                 | Brésil    | Chili     | Uruguay   |